# Duvelskut

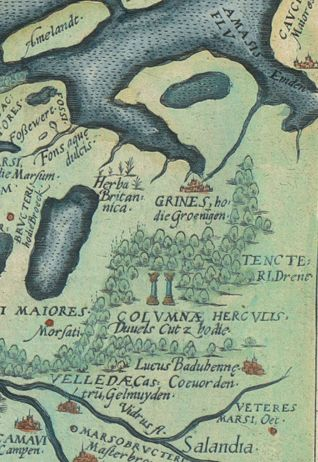
Uitsnede van de kaart Frisia van Ortelius waarop de zuilen van Hercules, "thans genaamd Duvelskut" staan weergegeven in Drenthe

Duvelskut is het eerste vermelde hunebed bij Rolde. In 1547 vermeldt Antoon van Schoonhove die destijds kanunnik in Brugge was, de Duvelskut (= kont van de duivel) als een steenhoop die door Tacitus beschreven zou zijn als de Zuilen van Hercules. Bovenop ligt een platte steen die naar het idee van Van Schoonhove als altaarsteen zou moeten hebben gediend. Hij schrijft dat de stenen zo groot zijn dat ze niet met wagens of schepen aangevoerd kunnen zijn. Steengroeven ontbreken daar. Zijn verklaring is dat ze door de demonen gebouwd zijn. De bewoners van de streek rond deze hunebed zouden volgens de kanunnik het gebruik hebben gehad reizigers door de nauwe opening ervan te jagen en met uitwerpselen te bekogelen. Daarna werden ze vermoord en geofferd op de altaarsteen. Aan dat laatste gebruik zou Bonifatius een einde gemaakt hebben.
De naam Duuels kutte komt al voor op de kaart van de drie Frieslanden, gemaakt in 1568 door Jacob van Deventer, die in 1570 door Abraham Ortelius te Antwerpen werd uitgegeven. Hij duikt tevens op in de wereldatlas Theatrum Orbis Terrarum van Ortelius uit 1570. In een uitsnede rechtsonder is daar Friesland in de tijd van Augustus weergegeven. In Drenthe worden daar de zuilen van Hercules getekend, met de toelichting dat die tegenwoordig (in 1570 dus) Duvelskut heten.
Johan Picardt vermeldt in zijn boek Korte beschryvinge van eenige vergetene en verborgene antiquiteten der provintien en landen gelegen tusschen de Noord-zee, de Yssel, Emse en Lippe. Waer by gevoeght zijn Annales Drenthiae, ... Mitsgaders een korte beschrijvinge der stadt, des casteels, en der heerlickheyt Covorden ook de verklaring van Antoon van Schoonhove, maar verwerpt deze. Ook tegenwoordig is deze verklaring geheel verlaten. De zuilen van Hercules worden doorgaans gelokaliseerd bij de Straat van Gibraltar.
Bij Rolde liggen de Hunebedden D17 en D18. Waarschijnlijk betreft het een van deze twee. De naam is in onbruik geraakt en vrijwel vergeten.
Volgens Clerinx gaat het juist om hunebed D10, het werd tijdens de renaissance Duyffelskutte,  's Duyvels Kut of De Kut van de Duivel genoemd. Archeoloog Wijnand van der Sanden betoogd dat D10 beter overeenstemt met de beschrijving. Ook Sicke Benninge (een kroniekschrijver uit Groningen) beschrijft dit hunebed in 1505 als Des Duvels Kolse, waarbij Kolse (kous) op het vrouwelijk geslachtsdeel zou slaan, in zijn Croniken der Vreescher Landen mijtten Zoeven Seelanden ende der stadt Groningen.

## Literatuur

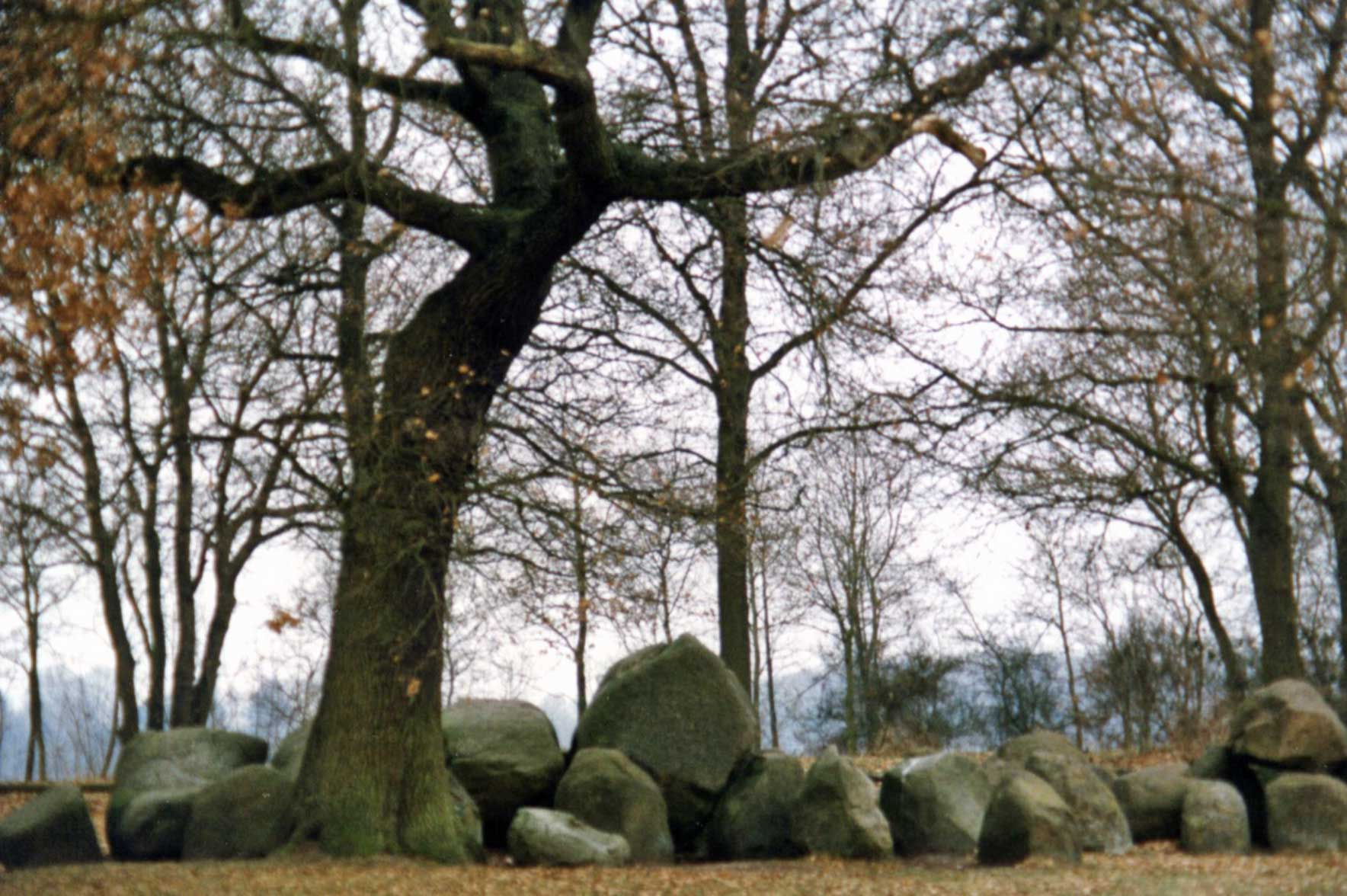
Hunebed D17 op de es bij Rolde
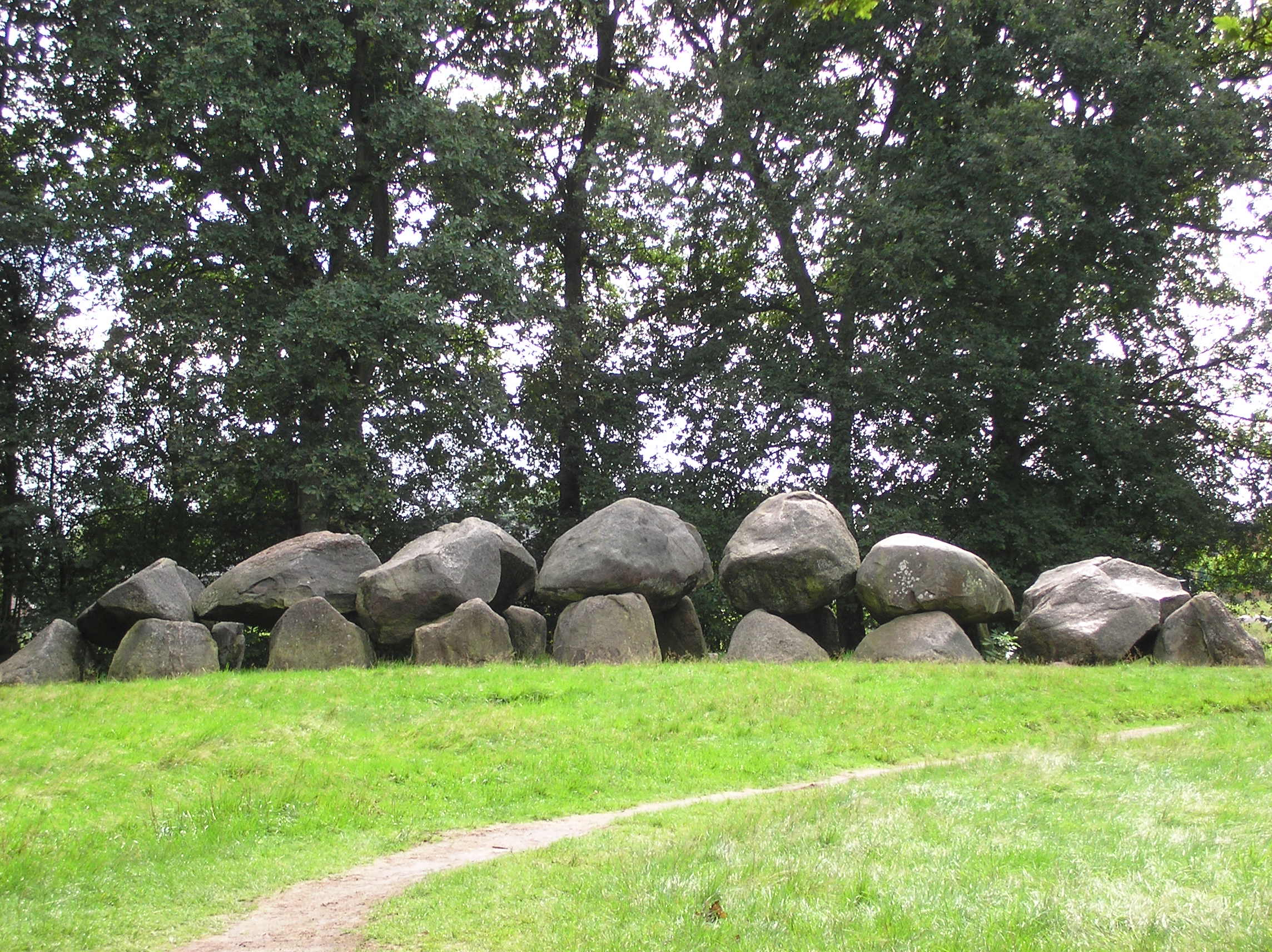
Hunebed D18